# Rhinoliparus nafithiamae
Espèce
Rhinoliparus nafithiamae est une espèce d'araignées aranéomorphes de la famille des Theridiidae.

## Distribution
Cette espèce est endémique de province de Madang en Papouasie-Nouvelle-Guinée,. Elle se rencontre vers Baiteta.

## Description
Le mâle holotype mesure 2,70 mm et la femelle paratype 2,10 mm, les mâles mesurent de 2,5 à 2,70 mm et les femelles de 2,10 à 2,30 mm.

## Systématique et taxinomie
Cette espèce a été décrite par Vanuytven, Jocqué et Deeleman-Reinhold en 2024.

## Étymologie
Cette espèce est nommée en l'honneur de Nafissatou Thiam.

## Publication originale
- Vanuytven, Jocqué & Deeleman-Reinhold, 2024 : « Two new theridiid genera from Southeast Asia (Araneae: Theridiidae, Argyrodinae): males with a nose for courtship. » Journal of the Belgian Arachnological Society, vol. 39, no 1, supplement, p. 1-96.